# Агентство делового туризма
Агентство делового туризма (АДТ) или компания по управлению поездками (агл. travel management company, TMC) — это туристическое агентство, которое управляет корпоративными или деловыми программами поездок организаций. Такие агентства часто предоставляют конечному пользователю инструменты онлайн-бронирования, мобильное приложение, управление программами, группу консультантов, услуги по организации поездок руководителей, поддержку встреч и мероприятий, средства для подготовки отчетности, услуги по обеспечению безопасности (включая страхование) и многое другое. Агентства делового туризма также предоставляют услуги по решению проблем с визами, обеспечивают необходимые медицинские опции перед поездками (например - прививки или карантины), организуют поездки в труднодоступные районы и обеспечивают средства немедленной помощи при стихийных бедствиях. Эти компании используют глобальные системы распределения (GDS) для бронирования рейсов для своих клиентов. Это позволяет консультанту по поездкам сравнивать различные маршруты и расходы, отображая доступность в режиме реального времени, предоставляя пользователям доступ к тарифам на авиабилеты, гостиничные номера и арендуемые автомобили одновременно.

## Отличия от обычных туристических агентств
АДТ сильно отличаются по характеру работы от обычных туристических агентств (традиционных или онлайновых).
|                          | Агентство делового туризма | Онлайновое туристическое агентство |
| ------------------------ | --- | --- |
| Объем услуг              | Предлагает комплексный набор услуг, адаптированных к потребностям корпоративных поездок, включая формирование политики, управление расходами и управление рисками                                           | Фокусируется в первую очередь на бронировании для индивидуальных потребителей туристических услуг, таких как авиабилеты, отели и аренда автомобилей. |
| Фокус на клиента         | Работает напрямую с предприятиями для управления и оптимизации всей их программы деловых поездок | Удовлетворяет потребности индивидуальных путешественников и туристов, предлагая варианты бронирования с самообслуживанием                            |
| Технологии и инструменты | Внедряет передовые технологические решения, такие как программное обеспечение для управления расходами, мобильные приложения и анализ данных в реальном времени, чтобы оптимизировать корпоративные поездки | Предоставляет удобные онлайн-платформы для бронирования и сравнения, но с ограниченной интеграцией инструментов корпоративного туризма               |
| Помощь и поддержка       | Обеспечивает круглосуточную персонализированную поддержку и помощь, включая обработку чрезвычайных ситуаций и внесение изменений в последнюю минуту                                                         | Предлагает поддержку клиентов (обычно - в рабочее время), с ограниченным индивидуальным обслуживанием и помощью                                      |
| Управление расходами     | Активно помогает предприятиям контролировать командировочные расходы посредством договорных ставок, мониторинга бюджета и стратегий экономии                                                                | Предлагает конкурентоспособные цены и варианты, но не занимается активным управлением затратами для бизнеса                                          |

## Глобальные агентства делового туризма
В Европе в список самых крупных TMC входят (по состоянию на 2023 год): American Express Global Business Travel, BCD Group, CWT (ранее - Carlson Wagonlit Travel), Navan, CTM, FCM Travel Solutions, Viajes el Corte Inglés, ATPI, Internova Travel Group  и Cisalpina Tours.
По данным Travel Weekly's 2023 Power List (в список вошли как TMC, так и обычные туристические агентства из сегмента B2C), глобальными лидерами на рынке туристических услуг стали следующие 10 компаний.
| Рейтинг | Компания                                | Оборот в 2022, $млрд |
| ------- | --------------------------------------- | -------------------- |
| 1       | Booking Holdings                        | 121,3                |
| 2       | Expedia Group                           | 95,1                 |
| 3       | American Express Global Business Travel | 23                   |
| 4       | BCD Travel                              | 16                   |
| 5       | CWT                                     | 13,6                 |
| 6       | Flight Centre                           | 11,7                 |
| 7       | American Express Travel                 | 9,2                  |
| 8       | Chase Travel Group                      | 8,5                  |
| 9       | Hopper                                  | 6                    |
| 10      | Corporate Travel Management             | 5,1                  |

## Платформы онлайн-бронирования
Одним из наиболее популярных и перспективных направлений развития АДТ являются платформы онлайн бронирования (англ. online booking tool, OBT). Первыми OBT начали использовать международные тревел-агентства, которые хотели с их помощью выделиться на фоне конкурентов. Так American Express в начале 90-х годов совместно с Microsoft начала разработку корпоративных OBT-решений для деловых поездок.
Этот инструментарий может поставляться АДТ своим клиентам в виде подписки (по схеме Saas, напр. - решения от АДТ Smartway) или в виде одноразовой покупки, в качестве готового полнофункционального решения или в виде приложения с открытым кодом, которое клиент может в дальнейшем самостоятельно адаптировать и дорабатывать под свои нужды (напр. - решение от компании  Corteos).
Эксперты, впрочем, отмечают, что не во всех ситуациях OBT могут решать проблемы клиентов и для поддержания высокого уровня сервиса и клиентской лояльности требуется участие профессиональных сотрудников TMC. Так, помочь каждому клиенту с отменой командировок (включая возврат стоимости бронирования отелей и билетов) в ситуациях, подобных пандемии COVID-19 системы OBT просто не в состоянии.

## Агентства делового туризма в  России
В России словосочетание «агентство делового туризма» является названием частной компании - ООО «Агентство делового туризма», зарегистрированного в Санкт-Петербурге в 2017 году, поэтому в российских публикациях чаще используют англоязычную аббревиатуру TMC.
История агентств делового туризма в России начинается примерно в 1992 году, когда появились первые агентства, которые занялись продажей авиабилетов другим коммерческим структурам.
В 2022 году в России в качестве АДТ работало 39 компаний, специализированные агентства занимали 33,6% всего рынка услуг делового туризма в РФ (остальные бронирования осуществляются через B2C-агентства или самостоятельно).
| Рейтинг | Компания                               | Выручка в 2021, ₽ Млн | Выручка в 2022, ₽ Млн |
| ------- | -------------------------------------- | --------------------- | --------------------- |
| 1       | Городской центр бронирования и туризма | 2 648,5               | 2 727,4               |
| 2       | Аэроклуб                               | 2 389,9               | 2 672,0               |
| 3       | Smartway                               | 740,7                 | 1 279,3               |
| 4       | КМП Групп                              | 961,8                 | 1 267,8               |
| 5       | Travelmart                             | 856,8                 | 1 175,2               |
| 6       | Millennium                             | 827,7                 | 1 064,0               |
| 7       | Ostrovok.ru                            | 573,4                 | 982,3                 |
| 8       | Випсервис                              | 1 235,2               | 822,2                 |
| 9       | Ozon Travel                            | 455,8                 | 788,7                 |
| 10      | Continent Express                      | 692,4                 | 782,9                 |

### Союз агентств делового туризма
В 2020 году крупные российские агентства делового туризма организовали Союз агентств делового туризма (САД). В 2022 году САД стал ассоциированным членом АТОР. В САД входит 10 агентств - «Академсервис», «Аэроклуб», «Випсервис», «Демлинк» и др..